# Dominik Duka
Dominik Jaroslav Duka, O.P. (Hradec Králové, 26 de abril de 1943) es un cardenal, arzobispo emérito de Praga desde 2022.

## Biografía

### Primeros años y formación
Nacido en Hradec Králové, Bohemia Central, el 6 de enero de 1969 entró a formar parte de la Orden de los dominicos.

## Sacerdocio
El 22 de junio de 1970 fue ordenado sacerdote. Tras de su ordenación trabajó en varias parroquias de la archidiócesis de Praga. Estudió teología en Litoměřice, y obtuvo una licenciatura en teología 1979 en la Facultad de Teología de Varsovia.

### Durante el comunismo
En 1975 se le privó por ley del ministerio sacerdotal durante 15 años y fue destinado a la fábrica de Škoda en Pilsen, donde fue diseñador hasta 1989, pasando los años 1981 y 1982 preso en la misma ciudad. Mientras tanto, trabajó en secreto como maestro de novicios y profesor de teología.

## Episcopado

### Obispo de Hradec Králové
El 6 de junio de 1998, el papa Juan Pablo II lo nombró XXIV obispo de la diócesis de Hradec Králové.
Es consagrado obispo el 26 de septiembre de manos del arzobispo Otcenášek Karel. 

### Arzobispo de Praga y Primado de la República Checa
El 13 de febrero de 2010, el papa Benedicto XVI lo nombró LXVI arzobispo metropolitano de la arquidiócesis de Praga y Primado de la República Checa.
Sucedió al cardenal Miloslav Vlk, quien dimitió por motivos de edad.
En 2010 fue elegido por los obispos de su país como Presidente de la Conferencia Episcopal Checa. 

### Arzobispo emérito de Praga
El 13 de mayo de 2022, el papa Francisco aceptó su renuncia como arzobispo primado de Praga, pasando a ser el arzobispo emérito de la arquidiócesis de Praga.
Fue sucedido por monseñor Jan Graubner.

## Cardenalato
El papa Benedicto XVI lo nombró cardenal con el título de los santos Marcelino y Pedro en el consistorio del 18 de febrero de 2012.
El 28 de mayo de 2019 fue confirmado como miembro de la Congregación para los Institutos de Vida Consagrada y las Sociedades de Vida Apostólica in aliud quinquennium.